# Бењуш
Бењуш (слч. Beňuš) насељено је мјесто са административним статусом сеоске општине (слч. obec) у округу Брезно, у Банскобистричком крају, Словачка Република.

## Становништво
| Година:    | 1994. | 2004.   | 2014.   | 2024.   |
| ---------- | ----- | ------- | ------- | ------- |
| Број људи: | 1186  | 1194    | 1170    | 1145    |
| Разлика:   |       | +0,67 % | -2,01 % | -2,13 % |

| Година:    | 2023. | 2024.   |
| ---------- | ----- | ------- |
| Број људи: | 1148  | 1145    |
| Разлика:   |       | -0,26 % |

Према подацима о броју становника из 2011. године насеље је имало 1.177 становника.